# Aminoácido neutro no polar
Un aminoácido (a veces abreviado como AA), es una molécula orgánica con un grupo amino (-NH2) en uno de los extremos de la molécula y un grupo carboxilo (-COOH) en el otro extremo. Son la base de las proteínas, sin embargo tanto estos como sus derivados participan en funciones celulares tan diversas como la transmisión nerviosa y la biosíntesis de porfirinas, purinas, pirimidinas y urea. Los aminoácidos juegan un papel clave en la gran mayoría de los procesos biológicos.  
Dos aminoácidos se combinan en una reacción de condensación entre el grupo amino de uno y el carboxilo del otro, liberándose una molécula de agua (deshidratación) y formando un enlace amida que se denomina enlace peptídico; estos dos "residuos" de aminoácido forman un dipéptido, si se une un tercer aminoácido se forma un tripéptido y así, sucesivamente, hasta formar un polipéptido. Esta reacción se genera de manera natural dentro de las células, más precisamente en los ribosomas. En el código genético están codificados los veinte distintos aminoácidos, también llamados residuos, que constituyen los eslabones que conforman péptidos, que cuando forman cadenas polipeptídicas y alcanzan altos pesos moleculares, se denominan proteínas.
Todos los aminoácidos componentes de las proteínas son L-alfa-aminoácidos. Esto significa que el grupo amino está unido al carbono contiguo al grupo carboxilo (carbono alfa) o, dicho de otro modo, que tanto el carboxilo como el amino están unidos al mismo carbono; además, a este carbono alfa se unen un hidrógeno y una cadena (habitualmente denominada cadena lateral o radical R) de estructura variable, que determina la identidad y las propiedades de cada uno de los diferentes aminoácidos. Existen cientos de radicales pero solo 20 son los que conforman a las proteínas. 
La unión de varios aminoácidos da lugar a cadenas llamadas péptidos o polipéptidos, que se denominan proteínas cuando la cadena polipeptídica supera una cierta longitud (entre 50 y 100 residuos aminoácidos, dependiendo de los autores) o la masa molecular total supera las 5000 uma y, especialmente, cuando tienen una estructura tridimensional estable definida.

## Historia

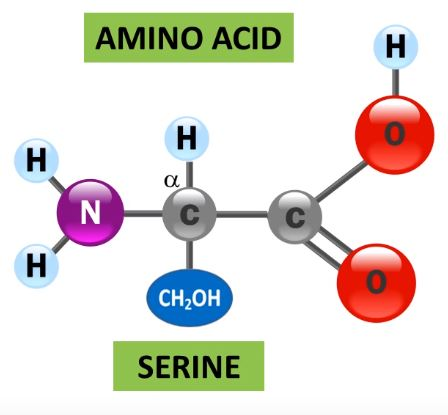
Estructura de un aminoácido (serina)

El primer aminoácido fue descubierto a principios del siglo XIX. En 1806, los químicos franceses Louis-Nicolas Vauquelin y Pierre Jean Robiquet aislaron un compuesto a partir de un espárrago, que en consecuencia fue nombrado asparagina y se trata del primer aminoácido descubierto. La cistina se descubrió en 1810, aunque su monómero, cisteína, permaneció desconocido hasta 1884. La glicina y leucina se descubrieron en 1820. El último de los 20 aminoácidos comunes que se descubrió fue la treonina en 1935, por William Cumming Rose, quien también determinó los aminoácidos esenciales y estableció los mínimos requerimientos diarios de todos los aminoácidos para un crecimiento óptimo en los seres humanos. Como se indica más arriba, en el año 1986 se descubrió la selenocisteína, y en 2002 la pirrolisina.
Se usa el término amino acidocilico en la lengua inglesa desde 1893. Se supo entonces que las proteínas dan aminoácidos después de una digestión enzimática o de una hidrólisis ácida. En 1902,  Emil Fischer y Franz Hofmeister propusieron que las proteínas son el resultado de la formación de enlaces entre el grupo amino de un aminoácido y el grupo carboxilo de otro, en una estructura lineal que Fischer denominó "péptido".

## Estructura general de un aminoácido
La estructura general de un alfa-aminoácido se establece por la presencia de un carbono central (alfa) unido a un grupo carboxilo (rojo en la figura), un grupo amino (verde), un hidrógeno (en negro) y una cadena lateral (azul, R):

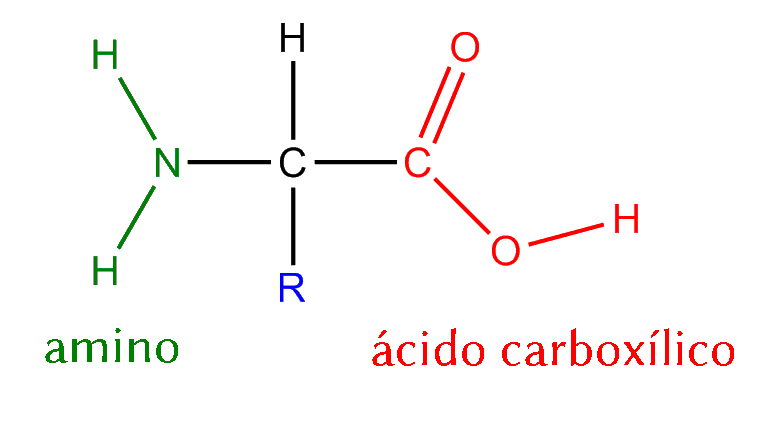
Estructura general de un aminoácido.

“R” representa la “cadena lateral”, específica para cada aminoácido. Tanto el carboxilo como el amino son grupos funcionales susceptibles de ionización dependiendo de los cambios de pH, por eso ningún aminoácido en disolución se encuentra realmente en la forma representada en la figura, sino que se encuentra ionizado.

zwiterión, en disolución.

Dependiendo de las sustancias que actúen en las cadenas laterales, los aminoácidos se comportaran de distintas maneras. De manera general a pH bajo (ácido), los aminoácidos se encuentran mayoritariamente en su forma catiónica (con carga positiva), mientras que a pH alto (básico) se encuentran en su forma aniónica (con carga negativa).
Cuando el pH es igual al punto isoeléctrico (PI), el grupo carboxilo es desprotonado formándose el anión carboxilo, en el caso inverso el grupo amino se protona formándose el catión amonio. A esta configuración en disolución acuosa (que es la forma más común de encontrarlos) se le conoce como zwitterión, donde se encuentra en una forma dipolar (neutra con carga dipolar + y -, con una carga global de 0). 
La mayoría de los alfa-aminoácidos son aminas primarias, siendo 19 los que comparten esta característica, esto debido a que solo difieren en la cadena lateral. Solo la prolina es una amina secundaria, pues los átomos de N y del carbono alfa se encuentran dentro de un anillo.

## Clasificación
Los aminoácidos se pueden clasificar de varias maneras. A continuación se presentan las más comunes: según las propiedades de su cadena lateral, según su método de obtención y según la posición de su grupo amino.

### Según las propiedades de su cadena
Los aminoácidos se clasifican habitualmente según las propiedades de su cadena lateral.

#### Neutros polares
Estos son aminoácidos polares o hidrófilos.
- serina (Ser, S, no {\displaystyle \mathrm {p} K_{\mathrm {a} }} sin perturbación importante): HOCH
2−
- treonina (Thr, T, no {\displaystyle \mathrm {p} K_{\mathrm {a} }}): CH
3CHOH−,
- glutamina (Gln, Q): NH
2COCH
2CH
2−
- asparagina (Asn, N): NH
2COCH
2−
- tirosina (Tyr, Y, {\displaystyle \mathrm {p} K_{\mathrm {a} }=9.6})
- cisteína (Cys, C, {\displaystyle \mathrm {p} K_{\mathrm {a} }=8.3}): HSCH
2−
- glicina (Gly, G): H−

La treonina tiene dos centros quirales, no solo el centro quiral L (2S) en el carbono α compartido por todos los aminoácidos excepto la glicina aquiral, sino también (3R) en el carbono β. La especificación estereoquímica completa es L-treonina (2S,3R).

#### Neutros no polares
Estos aminoácidos son apolares o hidrófobos. Contienen principalmente grupos R formados por cadenas hidrocarbonadas que no llevan carga ni positiva ni negativa. Son hidrófobos debido a su poca interacción con el agua, y gracias a esto participan de manera importante en la estructura tridimensional de las proteínas.
En este grupo se encuentran dos tipos de cadenas R hidrocarbonatadas:
- Aromáticos: contienen estructuras cíclicas que constituyen una clase de hidrocarburos insaturados con propiedades únicas. Dentro de estos podemos encontrar la fenilalanina y el triptófano.
- Alifáticos: hidrocarburos lineales. En estos se encuentran la glicina, la alanina, la valina, la leucina y la isoleucina.

Asimismo se encuentran los aminoácidos que poseen grupo –S- como la metionina.
- alanina (Ala, A),
- valina (Val, V),
- leucina (Leu, L),
- isoleucina (Ile, I),
- metionina (Met, M),
- prolina (Pro, P),
- fenilalanina (Phe, F), y
- triptófano (Trp, W).

#### Con carga negativa o ácidos
- ácido aspártico (Asp, D, {\displaystyle \mathrm {p} K_{\mathrm {a} }=4.1}): -
O
2CCH
2−
- ácido glutámico (Glu, E, {\displaystyle \mathrm {p} K_{\mathrm {a} }=4.5}): -
O
2CCH
2CH
2−

#### Con carga positiva o básicos
- lisina (Lys, K, {\displaystyle \mathrm {p} K_{\mathrm {a} }=10.4})
- arginina (Arg, R, {\displaystyle \mathrm {p} K_{\mathrm {a} }>12})
- histidina (His, H, {\displaystyle \mathrm {p} K_{\mathrm {a} }=6.3})

#### Aromáticos
- fenilalanina (Phe, F, no {\displaystyle \mathrm {p} K_{\mathrm {a} }})
- tirosina (Tyr, Y, {\displaystyle \mathrm {p} K_{\mathrm {a} }=9.6})
- triptófano (Trp, W, no {\displaystyle \mathrm {p} K_{\mathrm {a} }})

### Según su capacidad de ser generados endógenamente
Los aminoácidos que son captados como parte de los alimentos y no pueden ser sintetizados por el organismo son denominados esenciales. La carencia de estos aminoácidos en la dieta limita el desarrollo del organismo, ya que no es posible reponer las células de los tejidos que mueren o crear tejidos nuevos, en el caso del crecimiento. Para el ser humano, los aminoácidos esenciales son: Val, Leu, Thr, Lys, Trp, His*, Ile, Phe, Arg*, Met. Los aminoácidos que pueden sintetizarse en el propio organismo son denominados no esenciales y son: Ala, Pro, Gly, Ser, Cys**, Asn, Gln, Tyr**, Asp, Glu, Sec, Pyl. Estas clasificaciones sobre aminoácidos esenciales varían según la especie. Se han aislado cepas de bacterias con requerimientos diferentes de cada tipo de aminoácido. En algunos aminoácidos hay discrepancias sobre su condición de esenciales en algunas especies, según diferentes autores.

### Según la ubicación del grupo amino
- Alfa-aminoácidos: El grupo amino está ubicado en el carbono n.º 2 de la cadena, es decir el primer carbono a continuación del grupo carboxilo (históricamente este carbono se denomina carbono alfa). La mayoría de las proteínas están compuestas por residuos de alfa-aminoácidos enlazados mediante enlaces amida (enlaces peptídicos).
- Beta-aminoácidos: El grupo amino está ubicado en el carbono n.º 3 de la cadena, es decir en el segundo carbono a continuación del grupo carboxilo.
- Gamma-aminoácidos: El grupo amino está ubicado en el carbono n.º 4 de la cadena, es decir en el tercer carbono a continuación del grupo carboxilo.

## Aminoácidos codificados en el genoma
Los aminoácidos proteicos, canónicos o naturales son aquellos que están codificados en el genoma; para la mayoría de los seres vivos son 20:
alanina, arginina, asparagina, aspartato, cisteína, fenilalanina, glicina, glutamato, glutamina, histidina, isoleucina, leucina, lisina, metionina, prolina, serina, tirosina, treonina, triptófano y valina.
Sin embargo, hay excepciones: en algunos seres vivos el código genético tiene pequeñas modificaciones y puede codificar otros aminoácidos. El aminoácido número 21 es la selenocisteína, que aparece tanto en eucariotas como procariotas y arqueas, y el número 22 es la pirrolisina que aparece solo en algunas arqueas.

## Aminoácidos modificados
Modificaciones postraduccionales de los 20 aminoácidos codificados genéticamente conducen a la formación de más de 100 derivados de los aminoácidos. Las modificaciones de los aminoácidos juegan con frecuencia un papel de gran importancia en la específica funcionalidad de una proteína.
Son numerosos los ejemplos de modificación postraduccional de aminoácidos. La formación de puentes disulfuro, claves en la estabilización de la estructura terciaria de las proteínas, está catalizada por una disulfuro-isomerasa. En las histonas tiene lugar la metilación de las lisinas. En el colágeno abunda el aminoácido 4-hidroxiprolina, que es el resultado de la hidroxilación de la prolina. La metionina inicial de todos los polipéptidos (codificada por el codón de inicio AUG) casi siempre se elimina por proteólisis.
Algunos aminoácidos no proteicos tienen función propia, por ejemplo como neurotransmisores o vitaminas. Por ejemplo, la beta-alanina o el ácido gamma-aminobutírico (GABA). Existen muchos aminoácidos no proteicos que juegan papeles distintos en la naturaleza y pueden provenir o no de aminoácidos. Ejemplos de estos aminoácidos no proteínicos son:
- Sarcosina
- Etilglicina o ácido α-aminobutírico (AABA)
- Ácido djencólico
- Hipoglicinas A y B
- Mimosina
- Aliina
- Canalina
- Canavanina
- Ornitina
- Homometionina
- Homoserina
- Homoarginina
- Homofenilalanina
- Homocisteína
- Homoleucina
- Cistationina
- Norvalina
- Norleucina
- Ciclopentenilglicina
- Beta alanina
- Ácido gamma-aminobutírico
- Ácido iboténico
- Ácido pipecólico
- Ácido guanidinacético
- Taurina
- Ácido trans-2-amino-5-cloro-4-hexenoico
- Ácido trans-2-amino-5-cloro-6-hidroxi-4-hexenoico
- Ácido 2-amino-4-cloro-4-pentenoico
- Ácido diaminopimélico
- Semialdehído aspártico
- Semialdehído glutámico
- Citrulina
- DOPA
- Quinurenina
- Nicotianina
- Ácido 2-azetidincarboxílico
- β-(4-hidroxibenzotiazol-6-il)alanina
- β-(2-metil-4-hidroxibenzotiazol-6-il)-alanina
- Indospicina
- Nε-(indol-3-acetil)lisina
- (p-hidroximetil)fenilalanina
- 0-etil-L-homoserina, aislada de Corynebacterium ethanolaminophilum
- 5-Hidroxitriptófano
- Ácido licopérdico, aislado de Lycoperdon perlatum
- Ácido lentínico
- Ácido estizolobínico
- Ácido estizolóbico
- Tiroxina
- Azoxibacilina

## Propiedades
- Ácido-básicas.

Debido a la estructura química de un aminoácido en un medio ácido, el grupo carboxilo no se encuentra disociado completamente, mientras que en disolución básica se encuentra totalmente disociado; el caso inverso ocurre para el grupo amino, que en un pH alto no se encuentra disociado y en un pH bajo sí se encuentra disociado. Es por esto que los aminoácidos tienen tanto propiedades ácidas como básicas, dependiendo del medio donde se encuentren. También se deben tener en cuenta las cadenas laterales, ya que como se mencionó anteriormente, tenemos aminoácidos ácidos, básicos o neutros debido a que las cadenas pueden ser ácidas, básicas o neutras; esta es la razón por la que se les cataloga como sustancias anfóteras.
Como sabemos, los aminoácidos se encuentran regularmente a un pH fisiológico (7,3), donde haciendo uso de la ecuación de Henderson-Hasselbach, junto con el conocimiento del pKa de cada uno, podemos saber las cantidades en las que se puede encontrar un aminoácido, ya sea en sus formas protonadas o en la forma zwitterión; en este caso la cadena lateral tiene un papel muy importante, ya que cadenas que contienen halógenos, aldehídos, NO2 o CN, le confieren propiedades más ácidas, mientras que aquellos con grupos hidroxilos los vuelven más básicos.
Los aminoácidos y las proteínas se comportan como sustancias tampón.
- Ópticas.

Todos los aminoácidos excepto la glicina tienen 4 sustituyentes distintos sobre su carbono alfa (carbono asimétrico o quiral), lo que les confiere actividad óptica; esto es, sus disoluciones desvían el plano de polarización cuando un rayo de luz polarizada las atraviesa. Si el desvío del plano de polarización es hacia la derecha (en sentido horario), el compuesto se denomina dextrógiro, mientras que si se desvía a la izquierda (sentido antihorario) se denomina levógiro. Un aminoácido puede en principio existir en sus dos formas enantioméricas (una dextrógira y otra levógira), pero en la naturaleza lo habitual es encontrar solo una de ellas.
Estructuralmente, las dos posibles formas enantioméricas de cada aminoácido se denominan configuración D o L dependiendo de la orientación relativa en el espacio de los 4 grupos distintos unidos al carbono alfa. Todos los aminoácidos proteicos son L-aminoácidos, pero ello no significa que sean levógiros.
Se consideran L-aminoácidos los que estructuralmente derivan de L-gliceraldehído y D-aminoácidos los derivados del D-gliceraldehído.
- Químicas.

Las que afectan al grupo carboxilo, como la descarboxilación.
Las que afectan al grupo amino, como la desaminación.
Las que afectan al grupo R o cadena lateral.
- Solubilidad.

No todos los aminoácidos son igualmente solubles en agua, debido a la diferente naturaleza de su cadena lateral; por ejemplo si esta es ionizable el aminoácido será más soluble.
- Espectro de absorción.

Como ningún aminoácido absorbe la luz dentro del espectro visible para el ojo humano, si son sometidos a pruebas de absorción UV vemos que aminoácidos que presentan ciclos aromáticos, como tirosina, triptofano y fenilalanina, absorben mejor esta luz. Ello se debe a que muchas proteínas están formadas por restos de tirosina, por lo que los 280 nm nos permiten determinar su composición.
Otra medida para conocer su composición por absorción es a 240 nm donde se sabe que los puentes disulfuro absorben la luz. Todos los demás aminoácidos presentan absorciones menores de 220 nm.
- Punto isoeléctrico.

Cuando se analiza un aminoácido bajo la ecuación de Henderson-Hasselbalch encontramos diferentes especies del mismo, como la forma zwiterión y las formas protonadas, contando cada una con una constante de disociación ácida distinta o pKa. Cuando se consideran ambas y se hace un promedio encontramos que el punto intermedio corresponde a un pH específico, ello se debe a que muchos aminoácidos contienen cadenas laterales especiales que les confieren distintas propiedades, lo que ocasiona que se tenga un tercer pKa, que también debe de ser tenido en cuenta cuando se busca el promedio. Este punto ha sido denominado punto isoeléctrico (pl); en él las formas protonadas y desprotonadas se encuentran en cantidades iguales y se vuelven insolubles por la misma razón de asociación entre ellas. En dicho punto la molécula carece de carga neta. El punto isoeléctrico para los aminoácidos monoamino y monocarboxílicos es:
{\displaystyle pI={\frac {pK_{a_{1}}+pK_{a_{2}}}{2}}}
En el punto isoeléctrico el aminoácido carece de carga neta; todos los grupos están ionizados pero las cargas se neutralizan entre sí. Por lo tanto, en el punto isoeléctrico no hay movilidad en un campo electroforético. La capacidad de solubilidad y amortiguamiento serán mínimas en ese punto.

## Reacciones de los aminoácidos
- Reacciones debidas al grupo carboxilo.

1. La descarboxilación: El aminoácido sufre descarboxilación alfa para formar la correspondiente amina. De esta forma algunas aminas importantes son producidas a partir de aminoácidos. Por ejemplo: histamina, tiamina, triptamina, cadavérica, entre otros;
2. Formación de amidas: El grupo -COOH de los aminoácidos puede combinarse con amoniaco para formar la correspondiente amina. Por ejemplo: asparagina, glutamina, entre otros.

- Reacciones debidas al grupo amino:

1. La transaminación: El grupo amino alfa de un aminoácido puede ser transferido a un alfa-cetoácido para formar los correspondientes nuevos aminoácidos y alfa-acetoácidos. Esta es una reacción importante en el organismo para la interconversión de aminoácidos y para la síntesis de aminoácidos no esenciales;
2. Desaminación oxidativa: El grupo amino alfa es removido del aminoácido para formar el correspondiente catoácido y amoniaco.
3. Formación de compuestos carbamino: El  dióxido de carbono se adiciona al grupo amino alfa de los aminoácidos para formar compuestos carbamino.